# Quartier Saint-Pallais
Le quartier Saint-Pallais est l'un des principaux quartiers de la ville de Saintes, un chef-lieu d'arrondissement du département de la Charente-Maritime, dans le sud-ouest de la France.
Situé sur la rive droite de la Charente, il est partiellement intégré à un secteur sauvegardé et regroupe plusieurs monuments emblématiques de la ville.

## Histoire

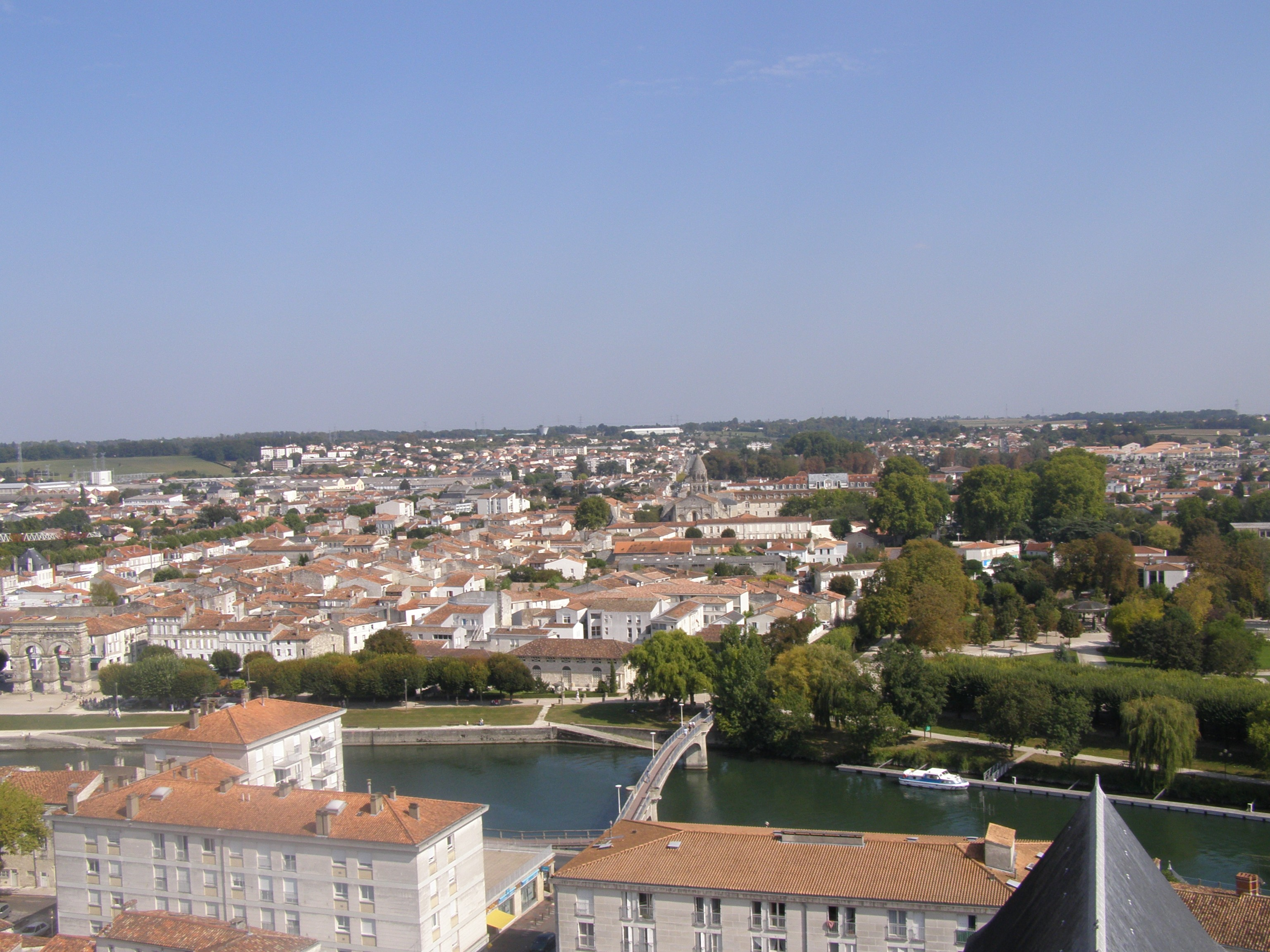
Vue sur le quartier Saint-Pallais depuis le clocher de la cathédrale Saint-Pierre

Les premières traces d'urbanisation de ce quartier remontent au Ier siècle av. J.-C., lors de la fondation de la ville romaine. Il se limite vraisemblablement à quelques échoppes d'artisans bordant la Via Agrippa, principal accès à la métropole à laquelle il est relié par un pont de pierre. Un arc votif dédié à l'empereur Tibère, à Drusus et à Germanicus est érigé en l'an 18 ou 19 par un notable santon, Caïus Iulius Rufus, grand-prêtre du culte impérial. Il est vraisemblable que l'arc de Germanicus soit l'un des seuls monuments publics du faubourg jusqu'à la fondation d'une basilique funéraire dédiée à l'évêque Palladius (VIe siècle) qui donne son nom au quartier actuel.
Le Moyen Âge voit le développement du faubourg autour du Rosne, un bras de la Charente aujourd'hui comblé. Au XIe siècle est fondée l'abbaye aux Dames, laquelle devient un important centre monastique accueillant notamment les femmes de la noblesse, tandis que l'église Saint-Pallais est relevée de ses ruines. Le traité de Paris de 1259 consacre la partition de la Saintonge entre souverains français et anglo-aquitains. La Charente étant choisie comme frontière entre les deux domaines, le quartier Saint-Pallais est dévolu au roi de France, le reste de la ville restant aux mains du roi d'Angleterre en sa qualité de duc d'Aquitaine.
Le XIXe siècle marque le début d'une importante croissance du quartier. Le pont médiéval est démoli en 1843, tandis qu'un pont à armature métallique est élevé quelques mètres plus loin, dans le prolongement du cours national (rive gauche) et de l'actuelle avenue Gambetta, alors en cours d'aménagement. Bordée par des immeubles néo-classiques, l'avenue Gambetta devient la principale artère du quartier en remplacement de la rue de l'Arc de Triomphe, héritière de l'antique voie romaine.

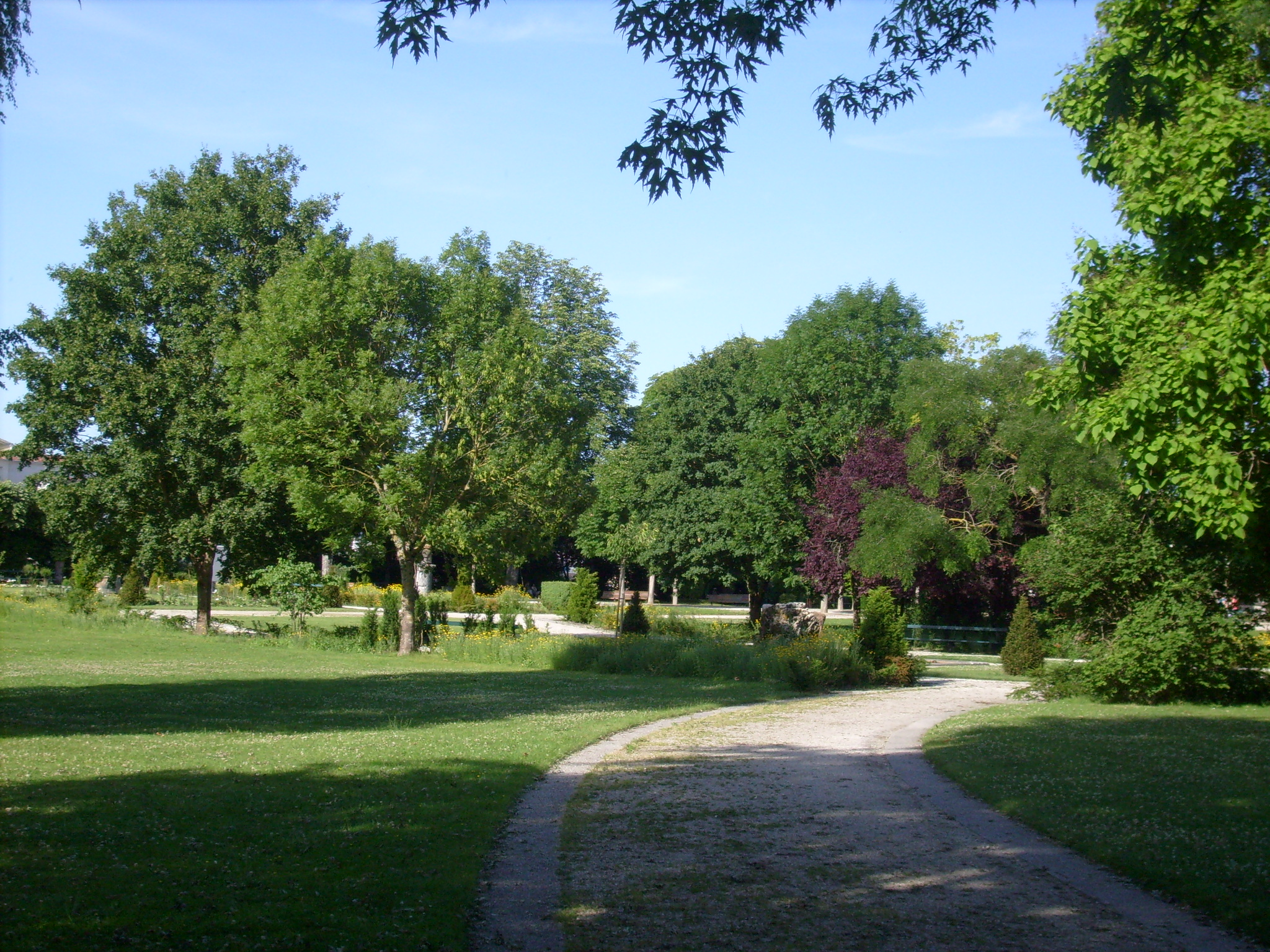
Le jardin public est l'un des centres névralgiques du quartier

L'urbanisation du quartier s'accentue en 1867 avec l'arrivée du chemin de fer et la création d'ateliers de réparation de locomotives. En 1911, la ville devient le siège du VIIIe arrondissement des chemins de fer de l'État. Dix ans plus tard, les ateliers remisent près de 120 locomotives. Un important quartier cheminot se développe autour de la gare de chemin de fer, des bâtiments administratifs de l'arrondissement et des dépôts et ateliers. L'importance de ses infrastructures lui vaut de subir un important bombardement en 1944, au cours duquel près de 300 personnes perdent la vie. Après-guerre est défini un périmètre de reconstruction prioritaire. Les travaux sont confiés à l'architecte en chef Raguenet, secondé par les architectes Naud, Gourmel ou Morisseau.
Outre l'abbaye aux Dames (abritant également le conservatoire de musique et de danse), l'église Saint-Pallais et l'arc de Germanicus, le quartier abrite également le haras national, le jardin public, le théâtre Geoffroy-Martel, la maison d'arrêt et l'espace Pierre Mendès-France.